# NGC 3209
NGC 3209 is een balkspiraalstelsel in het sterrenbeeld Leeuw. Het hemelobject werd op 19 februari 1827 ontdekt door de Engelse astronoom John Herschel.

## Synoniemen
- UGC 5584
- MCG 4-25-2
- ZWG 124.3
- PGC 30242